# Lista de clássicos regionais de futebol de São Paulo (estado)
Esse anexo relaciona os clássicos regionais do futebol de São Paulo.

## Região Administrativa de Araçatuba
| Cidade 1  | Cidade 2  | Clube 1            | Clube 2     | Nome do clássico                   |
| --------- | --------- | ------------------ | ----------- | ---------------------------------- |
| Araçatuba | Birigui   | AEA                | Bandeirante | AEA vs. Bandeirante                |
| Araçatuba | Birigui   | Atlético Araçatuba | Bandeirante | Atlético Araçatuba vs. Bandeirante |
| Araçatuba | Penápolis | Atlético Araçatuba | Penapolense | Atlético Araçatuba vs. Penapolense |
| Birigui   | Penápolis | Bandeirante        | Penapolense | Bandeirante vs. Penapolense        |

## Região Administrativa de Barretos
| Cidade 1            | Cidade 2 | Clube 1    | Clube 2 | Nome do clássico       |
| ------------------- | -------- | ---------- | ------- | ---------------------- |
| Monte Azul Paulista | Olímpia  | Monte Azul | Olímpia | Monte Azul vs. Olímpia |

## Região Administrativa de Bauru
| Cidade 1 | Cidade 2 | Clube 1  | Clube 2   | Nome do clássico       |
| -------- | -------- | -------- | --------- | ---------------------- |
| Bauru    | Jaú      | Noroeste | XV de Jaú | Noroeste vs. XV de Jaú |
| Bauru    | Lins     | Noroeste | Linense   | Linense vs. Noroeste   |

## Região Administrativa de Campinas
| Cidade 1          | Cidade 2              | Clube 1          | Clube 2          | Nome do clássico                      |
| ----------------- | --------------------- | ---------------- | ---------------- | ------------------------------------- |
| Americana         | Araras                | Rio Branco       | União São João   | Rio Branco vs. União São João         |
| Americana         | Campinas              | Rio Branco       | Guarani          | Guarani vs. Rio Branco                |
| Americana         | Campinas              | Rio Branco       | Ponte Preta      | Ponte Preta vs. Rio Branco            |
| Americana         | Limeira               | Rio Branco       | Inter de Limeira | Inter de Limeira vs. Rio Branco       |
| Americana         | Limeira               | Rio Branco       | Independente     | Independente vs. Rio Branco           |
| Americana         | Piracicaba            | Rio Branco       | XV de Piracicaba | Rio Branco vs. XV de Piracicaba       |
| Americana         | Santa Bárbara d'Oeste | Rio Branco       | União Barbarense | Rio Branco vs. União Barbarense       |
| Araras            | Mogi Mirim            | União São João   | Mogi Mirim       | Mogi Mirim vs. União São João         |
| Araras            | Santa Bárbara d'Oeste | União São João   | União Barbarense | Clássico da União                     |
| Bragança Paulista | Campinas              | Bragantino       | Guarani          | Bragantino vs. Guarani                |
| Bragança Paulista | Campinas              | Bragantino       | Ponte Preta      | Bragantino vs. Ponte Preta            |
| Bragança Paulista | Jundiaí               | Bragantino       | Paulista         | Bragantino vs. Paulista               |
| Campinas          | Jundiaí               | Ponte Preta      | Futebol Paulista | Paulista vs. Ponte Preta              |
| Campinas          | Mogi Mirim            | Guarani          | Mogi Mirim       | Guarani vs. Mogi Mirim                |
| Campinas          | Paulínia              | Guarani          | Paulínia         | Guarani vs. Paulínia                  |
| Campinas          | Piracicaba            | Guarani          | XV de Piracicaba | Guarani vs. XV de Piracicaba          |
| Campinas          | Piracicaba            | Ponte Preta      | XV de Piracicaba | Ponte Preta vs. XV de Piracicaba      |
| Campinas          | Santa Bárbara d'Oeste | Guarani          | União Barbarense | Guarani vs. União Barbarense          |
| Capivari          | Indaiatuba            | Capivariano      | Primavera        | Capivariano vs. Primavera             |
| Hortolândia       | Paulínia              | SEV Hortolândia  | Paulínia         | Paulínia vs. SEV Hortolândia          |
| Hortolândia       | Sumaré                | SEV Hortolândia  | Sumaré           | SEV Hortolândia vs. Sumaré            |
| Indaiatuba        | Paulínia              | Primavera        | Paulínia         | Paulínia vs. Primavera                |
| Indaiatuba        | Sumaré                | Primavera        | Sumaré           | Primavera vs. Sumaré                  |
| Limeira           | Paulínia              | Inter de Limeira | Paulínia         | Inter de Limeira vs. Paulínia         |
| Limeira           | Piracicaba            | Independente     | XV de Piracicaba | Independente vs. XV de Piracicaba     |
| Limeira           | Piracicaba            | Inter de Limeira | XV de Piracicaba | Inter de Limeira vs. XV de Piracicaba |
| Limeira           | Rio Claro             | Inter de Limeira | Velo Clube       | Inter de Limeira vs. Velo Clube       |
| Mogi Guaçu        | Mogi Mirim            | Guaçuano         | Mogi Mirim       | Guaçuano vs. Mogi Mirim               |
| Mogi Guaçu        | Paulínia              | Guaçuano         | Paulínia         | Guaçuano vs. Paulínia                 |
| Paulínia          | Sumaré                | Paulínia         | Sumaré           | SAC-Dino                              |
| Piracicaba        | Rio Claro             | XV de Piracicaba | Rio Claro        | Rio Claro vs. XV de Piracicaba        |
| Piracicaba        | Santa Bárbara d'Oeste | XV de Piracicaba | União Barbarense | União Barbarense vs. XV de Piracicaba |
| Rio Claro         | Santa Bárbara d'Oeste | Rio Claro        | União Barbarense | Rio Claro vs. União Barbarense        |

## Região Administrativa Central
| Cidade 1   | Cidade 2     | Clube 1     | Clube 2           | Nome do clássico             |
| ---------- | ------------ | ----------- | ----------------- | ---------------------------- |
| Araraquara | Matão        | Ferroviária | Matonense         | Ferroviária vs. Matonense    |
| Araraquara | São Carlos   | Ferroviária | São Carlos        | Ferroviária vs. São Carlos   |
| Araraquara | Taquaritinga | Ferroviária | Taquaritinga      | Ferroviária vs. Taquaritinga |
| Itápolis   | Matão        | Oeste       | Futebol Matonense | Matonense vs. Oeste          |
| Itápolis   | Taquaritinga | Oeste       | Taquaritinga      | Oeste vs. Taquaritinga       |

## Região Administrativa de Franca
| Cidade 1 | Cidade 2 | Clube 1  | Clube 2  | Nome do clássico      |
| -------- | -------- | -------- | -------- | --------------------- |
| Batatais | Franca   | Batatais | Francana | Batatais vs. Francana |

## Região Administrativa de Marília
| Cidade 1 | Cidade 2 | Clube 1 | Clube 2 | Nome do clássico |
| -------- | -------- | ------- | ------- | ---------------- |
| Marília  | Tupã     | Marília | Tupã    | Marília vs. Tupã |

## Região Administrativa de Presidente Prudente
| Cidade 1            | Cidade 2     | Clube 1         | Clube 2      | Nome do clássico                 |
| ------------------- | ------------ | --------------- | ------------ | -------------------------------- |
| Presidente Prudente | Osvaldo Cruz | Grêmio Prudente | Osvaldo Cruz | Grêmio Prudente vs. Osvaldo Cruz |

## Região Administrativa de Ribeirão Preto
| Cidade 1 | Cidade 2    | Clube 1 | Clube 2     | Nome do clássico        |
| -------- | ----------- | ------- | ----------- | ----------------------- |
| Guariba  | Jaboticabal | Guariba | Jaboticabal | Guariba vs. Jaboticabal |

## Região Administrativa de Santos
| Cidade 1 | Cidade 2    | Clube 1             | Clube 2             | Nome do clássico                    |
| -------- | ----------- | ------------------- | ------------------- | ----------------------------------- |
| Guarujá  | Santos      | Guarujá             | Jabaquara           | Guarujá vs. Jabaquara               |
| Guarujá  | Santos      | Guarujá             | Portuguesa Santista | Guarujá vs. Portuguesa Santista     |
| Guarujá  | São Vicente | Guarujá             | São Vicente         | Guarujá vs. São Vicente             |
| Santos   | São Vicente | Jabaquara           | São Vicente         | Derby Praiano                       |
| Santos   | São Vicente | Portuguesa Santista | São Vicente         | Portuguesa Santista vs. São Vicente |

## Região Administrativa de São José dos Campos
| Cidade 1            | Cidade 2            | Clube 1           | Clube 2           | Nome do clássico              |
| ------------------- | ------------------- | ----------------- | ----------------- | ----------------------------- |
| Guaratinguetá       | São José dos Campos | Guaratinguetá     | São José          | Guaratinguetá vs. São José    |
| Jacareí             | São José dos Campos | Jacareí           | Atlético Joseense | Atlético Joseense vs. Jacareí |
| Jacareí             | São José dos Campos | Jacareí           | Primeira Camisa   | Jacareí vs. Primeira Camisa   |
| São José dos Campos | Taubaté             | Atlético Joseense | Taubaté           | Atlético Joseense vs. Taubaté |
| São José dos Campos | Taubaté             | Primeira Camisa   | Taubaté           | Primeira Camisa vs. Taubaté   |
| São José dos Campos | Taubaté             | São José          | Taubaté           | Clássico do Vale              |

## Região Administrativa de São José do Rio Preto
| Cidade 1      | Cidade 2              | Clube 1       | Clube 2         | Nome do clássico                  |
| ------------- | --------------------- | ------------- | --------------- | --------------------------------- |
| Catanduva     | São José do Rio Preto | Catanduvense  | Rio Preto       | Grêmio Catanduvense vs. Rio Preto |
| Fernandópolis | Votuporanga           | Fernandópolis | Votuporanguense | Fer-Vo                            |
| Mirassol      | Novo Horizonte        | Mirassol      | Novorizontino   | Clássico da 017                   |
| Mirassol      | São José do Rio Preto | Mirassol      | América-SP      | América vs. Mirassol              |
| Mirassol      | São José do Rio Preto | Mirassol      | Rio Preto       | Mirassol vs. Rio Preto            |

## Região Administrativa de São Paulo
| Cidade 1              | Cidade 2              | Clube 1         | Clube 2         | Nome do clássico                               |
| --------------------- | --------------------- | --------------- | --------------- | ---------------------------------------------- |
| Barueri               | Osasco                | Sport Barueri   | Grêmio Osasco   | Grêmio Osasco vs. Sport Barueri                |
| Barueri               | Osasco                | Sport Barueri   | Osasco          | Osasco vs. Sport Barueri                       |
| Cotia                 | Itapevi               | Cotia           | Itapevi         | Cotia vs. Itapevi                              |
| Diadema               | Mauá                  | Água Santa      | Mauaense        | Clássico do ABC (Água Santa vs. Mauaense)      |
| Diadema               | Mauá                  | CAD             | Grêmio Mauaense | Clássico do ABC (CAD vs. Mauaense)             |
| Diadema               | Santo André           | Água Santa      | Santo André     | Clássico do ABC (Água Santa vs. Santo André)   |
| Diadema               | São Bernardo do Campo | Água Santa      | Esporte         | Clássico do ABC (Água Santa vs. Esporte)       |
| Diadema               | São Bernardo do Campo | Água Santa      | São Bernardo    | Clássico do ABC (CAD vs. São Bernardo)         |
| Diadema               | São Bernardo do Campo | CAD             | Esporte         | Clássico do ABC (CAD vs. Esporte)              |
| Diadema               | São Caetano do Sul    | Água Santa      | São Caetano     | Clássico do ABC (Água Santa vs. São Caetano)   |
| Mauá                  | Santo André           | Grêmio Mauaense | Santo André     | Clássico do ABC (Mauaense vs. Santo André)     |
| Mauá                  | São Bernardo do Campo | Grêmio Mauaense | Esporte         | Clássico do ABC (Esporte vs. Mauaense)         |
| Mauá                  | São Bernardo do Campo | Grêmio Mauaense | Palestra        | Clássico do ABC (Mauaense vs. Palestra)        |
| Mauá                  | São Bernardo do Campo | Grêmio Mauaense | São Bernardo    | Clássico do ABC (Mauaense vs. São Bernardo)    |
| Mauá                  | São Caetano do Sul    | Grêmio Mauaense | São Caetano     | Clássico do ABC (Mauaense vs. São Caetano)     |
| Santo André           | São Bernardo do Campo | Santo André     | São Bernardo    | Clássico do ABC (Santo André vs. São Bernardo) |
| Santo André           | São Caetano do Sul    | Santo André     | São Caetano     | Clássico do ABC (Santo André vs. São Caetano)  |
| São Bernardo do Campo | São Caetano do Sul    | São Bernardo    | São Caetano     | Clássico do ABC (São Bernardo vs. São Caetano) |

## Região Administrativa de Sorocaba
| Cidade 1 | Cidade 2   | Clube 1           | Clube 2               | Nome do clássico               |
| -------- | ---------- | ----------------- | --------------------- | ------------------------------ |
| Botucatu | São Manuel | ABD               | América de São Manuel | ABD vs. América de São Manuel  |
| Itu      | Sorocaba   | Ituano            | Atlético Sorocaba     | Atlético Sorocaba vs. Ituano   |
| Itu      | Sorocaba   | Ituano            | São Bento             | Itubento                       |
| Sorocaba | Votorantim | Atlético Sorocaba | Votoraty              | Atlético Sorocaba vs. Votoraty |
| Sorocaba | Votorantim | São Bento         | Votoraty              | São Bento vs. Votoraty         |